# ونوشا ام۵۰وی
ونوشا ام۵۰ وی یک کامپکت ام‌پی‌وی سایز کوچک و است که توسط سازنده چینی ونوشا، یکی از شرکت‌های تابعه دانگ‌فنگ تولید می‌شود.

## بررسی اجمالی

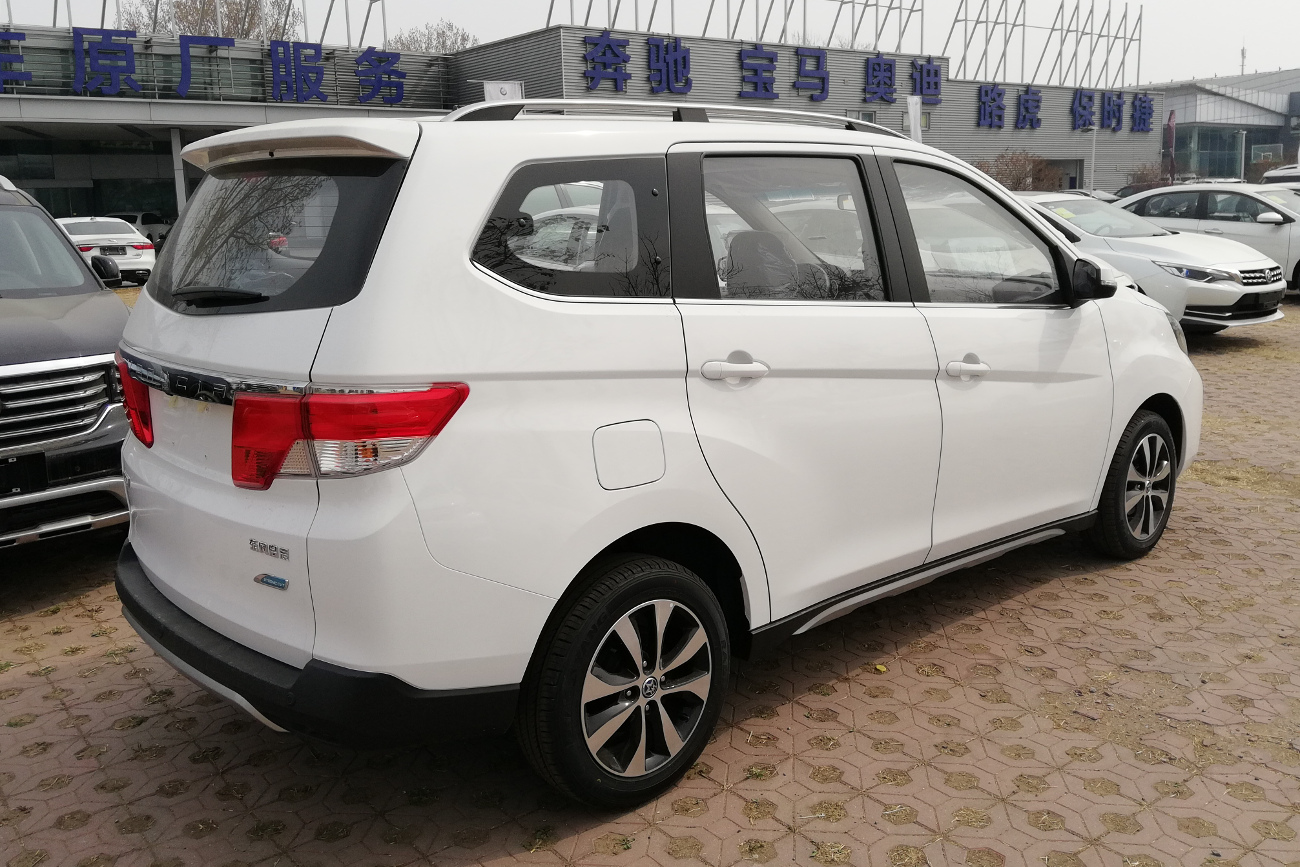
نمای عقب

ونوشا ام ۵۰ وی در آوریل ۲۰۱۷ در نمایشگاه اتومبیل شانگهای ۲۰۱۷ به نمایش درآمد و در اواخر سال ۲۰۱۷ به بازار راه یافت. پلتفرم این خودرو با دانگ‌فنگ ۳۶۰ یکسان است. قیمت این خودرو از ۶۵٬۸۰۰ یوان تا ۸۴٬۹۰۰ یوان شروع می‌شود.